# Jezero Todos los Santos
Jezero Todos los Santos ('jezero Vseh Svetih') je jezero v regiji Los Lagos v južnem Čilu, 96 km severovzhodno od regionalne prestolnice Puerto Montt in 76 kilometrov vzhodno od Puerto Varasa, znotraj narodnega parka Vicente Pérez Rosales. Ima površino 178,5 km² in največjo globino 337 m. Status jezera v nacionalnem parku je zagotoviti zaščito njegovega okolja. Okoliš je v veliki meri pokrit z valdivinskimi zmernimi deževnimi gozdovi, ki so stare rasti. Sedanja oblika jezera je posledica dejavnosti ledenikov in vulkanskih procesov. 

## Hidrologija
Glavni pritok jezera je Río Peulla / Río Negro, blizu kraja Peulla. Odtok v kraju Petrohué je reka Petrohué, s povprečnim odtokom 270 m³ na sekundo. Čeprav ima jezero regulacijski učinek je podvržen različnim nivojem vode, ki lahko presegajo 3 m in se odražajo v izpustu ob iztoku. Blizu iztoka reka ustvarja Slap Petrohué.
Jezero se zdi zeleno, modro ali srebrno, odvisno od oblačnega pokrova in vremena na določen dan. Večina zelenkaste barve izvira iz ledeniške vode, ki vsebuje minerale. 

## Zgodovina
Pred okoli 20.000 leti je kotlino jezera Todos los Santos napolnil velik ledenik, ki se je umaknil šele pred približno 10.000 leti. Takrat je bilo območje še vedno ledeniška kotlina z reko, ki je tekla skoznjo. Jezero se ni oblikovalo, dokler ni lava iz vulkanov Osorno in Calbuco, na spodnjem delu doline oblikovala jez, zadržala vodo iz rek in postopoma oblikovala jezero.
To jezero je v bilo preteklosti znano po številnih avtohtonih imenih: Purailla, Pichilauquen in Quechocavi. Nemški kolonisti so ga v 19. stoletju imenovali Esmeralda zaradi zelene barve njegove vode. Vendar pa se je pozneje praksa vrnila k imenu, ki so mu ga dali jezuitski misijonarji, jezero Todos los Santos.

## Turizem
Redna prevozna storitev po cesti ali z ladjo omogoča turistični prevoz med Puerto Monttom / Puerto Varasom v Čilu in San Carlos de Bariloche na jezeru Nahuel Huapi v Argentini. Obstajata dve glavni jezerski pristanišči: Petrohué na zahodnem delu in Peulla na vzhodnem koncu. Cesta ne povezuje teh krajev. Jezero je obkroženo s strmimi gorami in le manjšimi ravnicami. Znane so tri zasnežene gore: vulkan Osorno na zahodu, Puntiagudo na severu in Tronador na vzhodu.